# Neotypus
Neotypus is een geslacht van gewone sluipwespen (Ichneumonidae). De wetenschappelijke naam van dit geslacht is voor het eerst in 1869 geldig gepubliceerd door Arnold Förster, evenwel zonder er een soort aan toe te wijzen.
Deze sluipwespen komen voor in het Holarctisch, Afrotropisch en Oriëntaals gebied.
Het zijn parasitoïden die de rupsen aanvallen van vlinders uit de familie Lycaenidae, en uit de pop van de vlinder tevoorschijn komen. Neotypus intermedius bijvoorbeeld gebruikt het tijgerblauwtje Lampides boeticus als gastheer.

## Soorten
- Neotypus amoenus
- Neotypus angolensis
- Neotypus coreensis
- Neotypus cottrelli
- Neotypus intermedius
- Neotypus jacoti
- Neotypus melanocephalus
- Neotypus nobilitator
- Neotypus semirufus
- Neotypus septimus
- Neotypus sinister
- Neotypus taiwanus
- Neotypus tenerifae